# Sei Shōnagon
En aquest nom japonès, el cognom és Sei.

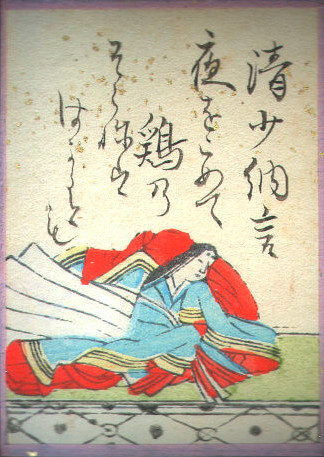
Sei Shōnagon, Hyakunin Isshu.

Sei Shōnagon (japonès: 清少納言) (965 - entre 1000 i 1025) era una dama de companyia de l'emperadriu consort Fujiwara no Sadako del Japó en el segle x, durant l'era Heian. El seu nom real va ser Kiyohara no Nagiko (清原 諾子). És recordada com escriptora pel Makura no Soshi (El Llibre del Coixí), el seu diari, el qual era costum que es guardés sota la capçalera del llit, d'aquí el seu nom. El llibre del coixí està compost per una sèrie de llistes en les quals l'autora enumera elements de la realitat quotidiana, com per exemple, coses que emocionen, coses que produeixen una sensació de brutícia, coses que no poden comparar-se, etc. Jorge Luis Borges va seleccionar, va anotar i va traduir aquesta obra amb ajuda de Maria Kodama.
La seva vida és poc coneguda. Va ser filla de Kiyohara no Motosuke i presumiblement es va casar o va conviure amb Tachibana no Norimitsu, amb el qual va tenir un fill, Tachibana no Norinaga. També es va casar amb Fujiwara no Muneyo i d'aquesta unió va tenir una filla, Koma no Myobu. Per una altra part, se li van atribuir nombrosos amants.
A la mort de l'Emperadriu Consort, Sei Shōnagon va romandre entre set i deu anys encara en la cort i, posteriorment, es va ordenar religiosa budista.
Sei no Shonagon va compondre, a més del Makura no Soshi, la col·lecció de poemes Sei Shonagon-shu. És, també, una de les poetesses que apareixen en l'Ogura Hyakunin Isshu, joc de cartes tradicional en el qual són fonamentals la memòria i els coneixements poètics dels participants.